# S fáze

Schéma buněčného cyklu

S fáze (fáze syntézy) je období buněčného cyklu mezi G1 fází a G2 fází. Hlavní role S fáze spočívá v tom, že v této době dochází k replikaci, tedy zdvojnásobení obsahu DNA, jež obsahuje genetickou informaci.

## Regulace
Nástup S fáze kontrolují některé cykliny G1 fáze, zejména cyklin C, cyklin D a cyklin A. Při navázání těchto molekul na cyklin-dependentní kinázy (CDK) mohou mít tyto vliv na spouštění S fáze.

## Kontrolní body
Během S-fáze probíhá pečlivá kontrola na několika úrovních, která zajišťuje, aby replikace DNA proběhla správně a buňka byla před následném dělením v pořádku. Tzv. „replikační kontrolní bod“ se spouští ve chvíli, kdy se zastaví replikační vidlice. K tomu dochází například při nedostatku nukleotidů či při kontaktu replikační vidlice s poškozenou DNA. Replikační kontrolní bod zahrnuje proteiny RPA, ATRIP komplex či např. 9-1-1 komplex; vede k okamžitému pozastavení replikace do doby, než se DNA opraví nebo se obnoví zásoba nukleotidů nutných pro pokračování syntézy DNA. Druhým důležitým procesem je S-M kontrolní bod, který blokuje aktivitu mitotického komplexu Cdk1-cyklin B do doby, než je kompletně dokončena replikace. Tím je zajištěno, že se buňka s nedokonale zdvojenou DNA nezačne dělit. Třetí kontrolní bod, tzv. intra-S-fázový, je nezávislý na replikační vidlici a pracuje tak, že přeruší replikaci DNA v případě, že je někde v genomu detekováno dvouvláknové poškození DNA.